# Thalassodes depulsata
Thalassodes depulsata là một loài bướm đêm trong họ Geometridae.